# An-225 Mrija
An-225 „Mrija” (ukr. Ан-225 «Мрія», z ukr. мрiя – marzenie; kod NATO „Cossack”) – sześciosilnikowy samolot transportowy radzieckiej produkcji, pochodzący z biura konstrukcyjnego Olega Antonowa, zbudowany w zakładzie O.K. Antonowa w Kijowie; najdłuższy i najcięższy samolot w historii lotnictwa (pod względem rozpiętości skrzydeł zajmuje miejsce trzecie), zniszczony na ziemi w czasie rosyjskiego ataku na port lotniczy Kijów-Hostomel.

## Geneza i porównanie
Samolot zaprojektowano w celu przenoszenia wahadłowca kosmicznego Buran oraz części rakiety Energia, jednak – z uwagi na zaniechanie programu Buran – nie używano go dłużej w tym celu.
Jedyny istniejący do 2022 An-225 Mrija był używany komercyjnie od 2001 przez ukraińskie linie Antonov Airlines do transportowania ładunków wielkogabarytowych i był wykorzystywany do przewożenia ich po całym świecie.  Międzynarodowy kod samolotowy tej maszyny to UR-82060, a jej znak wywoławczy ADB350F.
Nie był jednak to największy pod względem wymiarów samolot w historii – był nim amerykański Hughes H-4 Spruce Goose. H-4 miał większą rozpiętość skrzydeł, ale był zdecydowanie krótszy oraz miał mniejszą masę (oparty na drewnianej konstrukcji); H-4 wykonał tylko jeden lot, po którym zrezygnowano z jego eksploatacji i rozbudowy.

## Historia

### Pierwszy egzemplarz

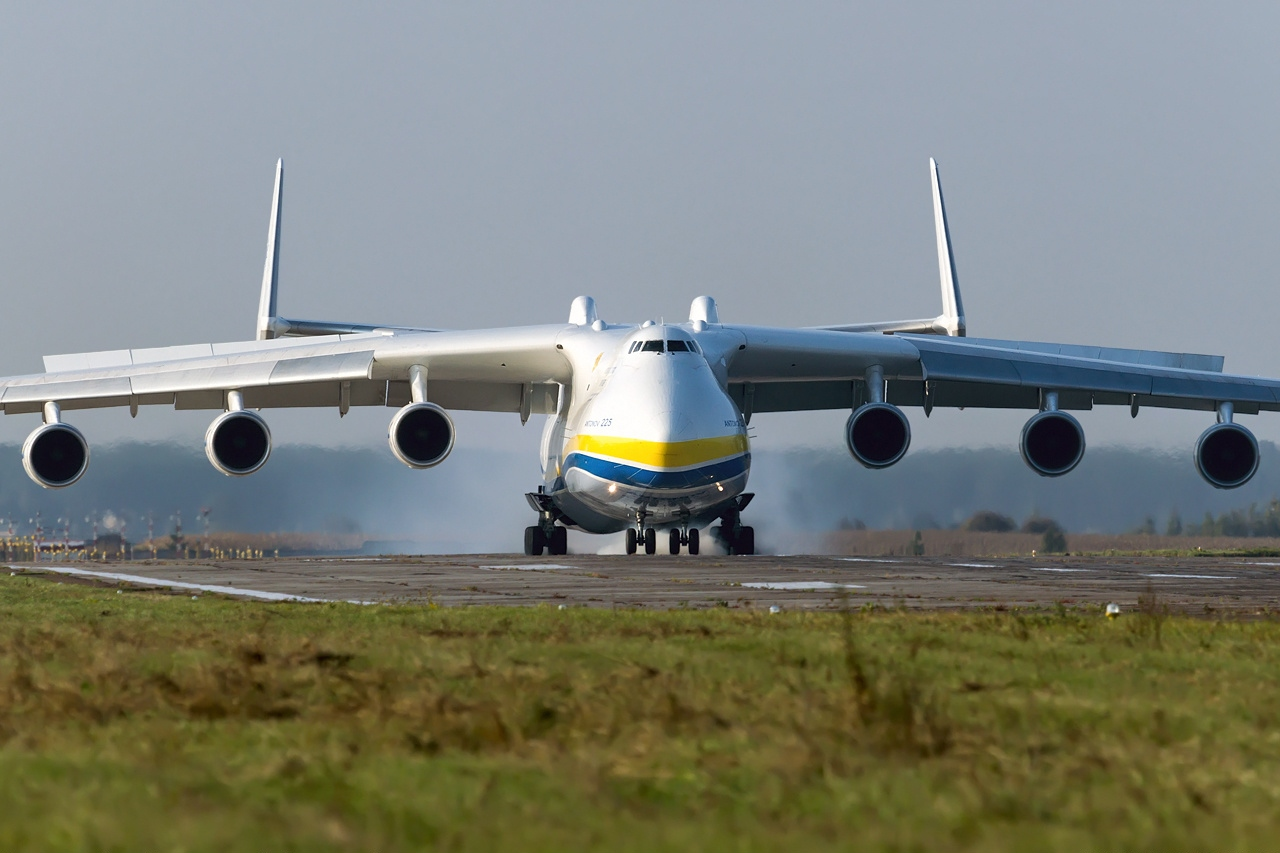
An-225 – widok od strony dziobu

Zbudowano jeden kompletny latający egzemplarz samolotu. Maszyna powstała na podstawie samolotu An-124 Rusłan poprzez przedłużenie jego kadłuba o 14,9 m i przeprojektowanie części ogonowej. Podwójne usterzenie ogonowe miało umożliwić loty z Buranem przyczepionym do grzbietu (pojedynczy statecznik pionowy znajdowałby się w aerodynamicznym „cieniu” promu i nie spełniałby swego zadania). Również skrzydła pochodziły z Rusłana: w części środkowej wstawiono nowy szerszy centropłat z dwoma dalszymi, identycznymi jak u An-124, silnikami, zwiększając rozpiętość o 15,1 m. Prototyp wykonał pierwszy lot 21 grudnia 1988 r. Podczas trzygodzinnego lotu 22 marca 1989 roku ustanowił 106 rekordów świata. 16 czerwca 2004 odbył lot z Pragi do Taszkentu z największym komercyjnym ładunkiem o masie 247 ton. W 2009 samolot przetransportował z Niemiec do Armenii w całości generator do elektrowni, który ważył 189 ton przy wymiarach 16 na 4 m – jest to największy przedmiot przewieziony drogą powietrzną.

### Drugi egzemplarz
Drugi An-225 został częściowo zbudowany w późnych latach 80. XX w. w ramach Radzieckiego Programu Kosmicznego. Został wyposażony w tylny luk załadunkowy i przeprojektowany ogon z pojedynczym statecznikiem pionowym. Zmiany miały na celu lepsze przystosowanie samolotu do typowych zadań transportowych. W następstwie rozpadu ZSRR w 1991 i przerwaniu Programu Buran, w 1994 nieukończony egzemplarz pozostawiono w magazynie; miał on niedokończone poszycie i szkielet.
W 2006 podjęto decyzję o dokończeniu budowy, wykończenie poszycia miało nastąpić około 2008, potem się opóźniło. Do sierpnia 2009 prace nie zostały ukończone i dalsze działania w tym kierunku zostały wstrzymane. Według doniesień prasowych z maja 2011 roku, dyrektor generalny Antonowa Petro Balabujew oszacował koszt ukończenia drugiego egzemplarza An-225 na przynajmniej 300 milionów USD. Gdyby dysponował rzeczoną kwotą, samolot mógłby zostać przekazany operatorowi w ciągu 3 lat. 30 sierpnia 2016 chiński koncern lotniczy Airspace Industry Corporation of China (AVIC) podpisał z Antonov Corporation umowę, zgodnie z którą ukończona ma być budowa drugiego egzemplarza An-225 i będą produkowane kolejne maszyny podobne do oryginalnego An-225. W przyszłych jednostkach inne mają być silniki; pojawi się też cyfrowa awionika.

### Zniszczenie jedynego egzemplarza
Podczas inwazji Rosji na Ukrainę w lutym 2022 samolot pozostawał w hangarze na lotnisku Hostomel pod Kijowem i został zniszczony w trakcie działań wojennych. Według jednych źródeł samolot został zbombardowany przez wojska rosyjskie, według innych uległ zniszczeniu w wyniku ostrzału przeprowadzonego przez ukraińską artylerię (celem miała być znajdująca się nieopodal rosyjska kolumna pojazdów wojsk powietrznodesantowych). Jeszcze inne źródła wskazują na celowe zniszczenie przy pomocy ładunku wybuchowego. 27 lutego 2022 producent samolotu informował, że nie jest w stanie określić dokładnego stanu technicznego samolotu po ataku, do momentu sprawdzenia Mriji przez rzeczoznawców, o czym miał informować w późniejszym czasie. Poważnie uszkodzony samolot albo jego szczątki były widziane w tle relacji kanału pierwszego rosyjskiej telewizji państwowej z terenu lotniska. 4 marca 2022 w mediach opublikowano filmy i zdjęcia doszczętnie zniszczonego samolotu. Jeszcze w 2022 zapowiedziano budowę nowego egzemplarza, częściowo z wykorzystaniem niektórych części pierwszej z maszyn, ale w miarę upływu czasu i dalszych kalkulacji odbudowa/dokończenie drugiego egzemplarza wydaje się wątpliwe.

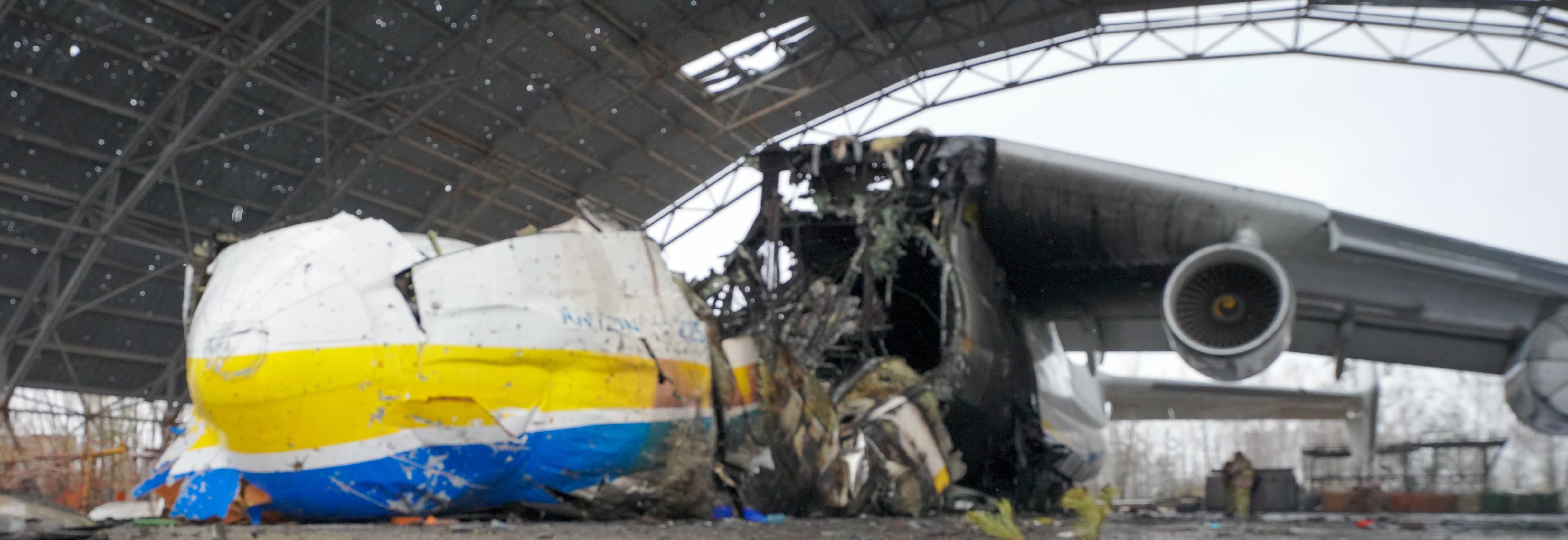
Pozostałości zniszczonego An-225 „Mrija” po wyzwoleniu Hostomelu na początku kwietnia

## Konstrukcja

Porównanie pięciu największych samolotów na świecie

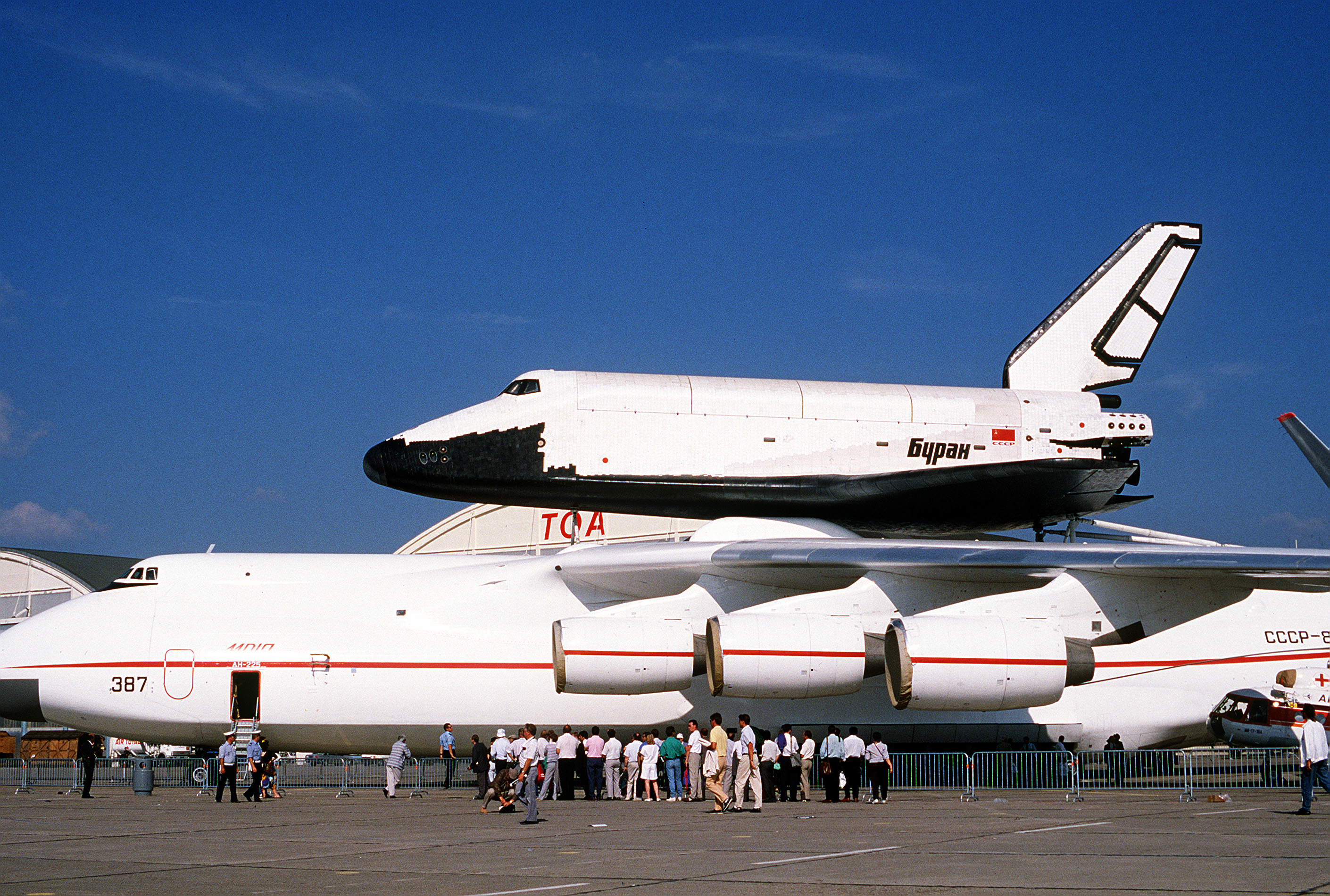
Statek kosmiczny Buran na grzbiecie An-225 podczas paryskiej wystawy w 1989 roku

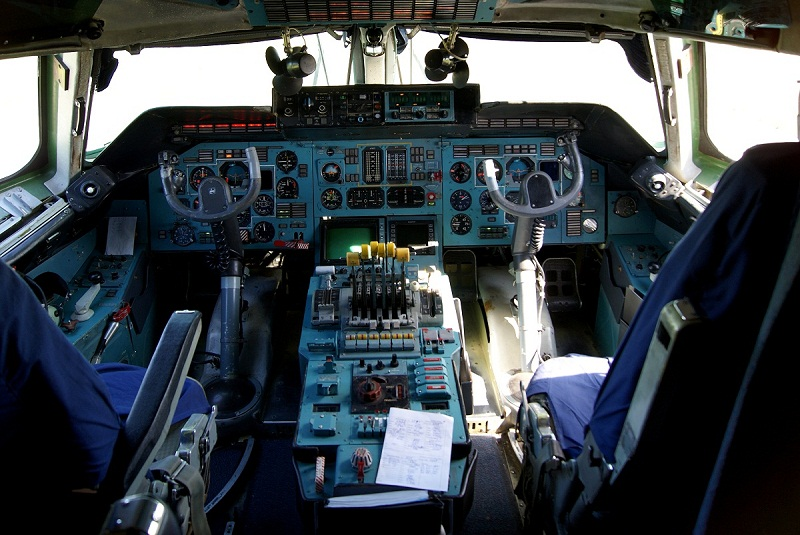
An-225 Mrija – kokpit

Samolot o konstrukcji metalowej, półskorupowej, wykonanej z duraluminium, hermetyzowanej kabinie dla 23-osobowej załogi. Ładownia mieściła do 250 000 kg, a załadunek mógł odbywać się tylko przez wrota przednie po uniesieniu nosa kadłuba. Na grzbiecie znajdowały się dwa wysięgniki i węzły do mocowania ładunku zewnętrznego, pierwotnie przewidziane do mocowania Burana. Podwozie samolotu chowane do kadłuba, 32-kołowe, w układzie trójpodporowym: podwozie główne składało się z dwóch zespołów po siedem dwukołowych goleni po obu stronach kadłuba, podwozie przednie z dwóch dwukołowych goleni.

## Wymiary i osiągi
- Wymiary:
  - Ładownia wewnętrzna: dł. 43 m, szer. 6,4 m, wys. 4,4 m
  - Powierzchnia nośna: 905 m²
  - Masa własna: ok. 200 000 kg
  - Masa użyteczna (tutaj bez ładunku): ok. 150 000 kg (tylko masa załogi i paliwa).
  - Masa ładunku: 250 000 kg
  - Masa całkowita: 640 000 kg
  - Silniki: 6 silników D-18T o ciągu 229,5 kN każdy
- Osiągi:
  - Prędkość maksymalna: 850 km/h
  - Prędkość minimalna: 250 km/h
  - Prędkość przelotowa: 800 km/h
  - Pułap: 10000 m
  - Zasięg z ładunkiem 200 000 kg: 4500 km
  - Średnie zużycie paliwa: 18 ton na godzinę lotu

## Rozwój
W fazie projektu znajdowały się olbrzymie bagażniki, które miały być mocowane w miejscu, w którym miał znajdować się Buran. Przeznaczone one były do przewozu towarów, które nie mieściły się w ładowni samolotu.

## Wizyty w Polsce
Samolot można było kilkukrotnie oglądać w Polsce. Między innymi 14 sierpnia 2003 r. na lotnisku Poznań-Ławica w Poznaniu, gdy dostarczał elementy linii produkcyjnej (bęben korujący) o masie 128 ton dla fabryki zajmującej się produkcją płyt wiórowych w Szczecinku, czy 3 marca 2005 r. na lotnisku Katowice-Pyrzowice w Pyrzowicach, skąd zabrał 3 helikoptery Mi-2 (na pokładzie miał ich już 5, zabranych wcześniej z Kiszyniowa) do Algierii. 14 kwietnia 2020 r. lądował na Lotnisku imienia F. Chopina w Warszawie, dostarczając z Chin materiały medyczne do walki z SARS-CoV-2 w Polsce (m.in. maseczki medyczne). Lotnisko im. F. Chopina w Warszawie prowadziło transmisję na żywo z lądowania, którą oglądało niemal 100 tysięcy widzów. Samolot pięciokrotnie lądował na lotnisku Rzeszów-Jasionka.